# Kreis Mülhausen
| Basisdaten                 | Basisdaten                  |
| -------------------------- | --------------------------- |
| Bundesstaat                | Reichsland Elsaß-Lothringen |
| Bezirk                     | Oberelsaß                   |
| Verwaltungssitz            | Mülhausen                   |
| Fläche                     | 628 km² (1910)              |
| Einwohner                  | 188.988 (1910)              |
| Bevölkerungsdichte         | 301 Einw./km² (1910)        |
| Gemeinden                  | 75 (1910)                   |
| Lage des Kreises Mülhausen |                             |
|                            |                             |

Der Kreis Mülhausen war von 1871 bis 1920 ein deutscher Landkreis im Bezirk Oberelsaß des Reichslandes Elsaß-Lothringen. Das Gebiet des Kreises liegt heute im Wesentlichen im Arrondissement Mulhouse des französischen Départements Haut-Rhin.

## Geschichte
Nachdem Elsaß-Lothringen durch den Frankfurter Friedensvertrag an das Deutsche Reich gefallen war, wurde 1871 aus dem bis dahin französischen Arrondissement Mulhouse der Kreis Mülhausen gebildet. Nach dem Ende des Ersten Weltkrieges wurde der Kreis 1918 von Frankreich besetzt, kam am 17. Oktober 1919 unter französische Verwaltung und gehörte mit dem Inkrafttreten des Versailler Vertrages am 10. Januar 1920 wieder als Arrondissement Mulhouse dem französischen Staat an. 
Im Zweiten Weltkrieg stand Elsaß-Lothringen von 1940 bis 1944 unter deutscher Besatzung. Während dieser Zeit bildete das Gebiet des Arrondissements Mulhouse den Landkreis Mülhausen. Es wurde nicht im völkerrechtlichen Sinne annektiert, sondern war dem Gauleiter für den Gau Baden in Karlsruhe unterstellt. Zwischen November 1944 und Februar 1945 wurde das Kreisgebiet durch alliierte Streitkräfte befreit und wieder an Frankreich zurückgegeben.

## Politik

### Kreisdirektoren
1871–187700Waldemar Schultze
1878–188300Hans von Hammerstein-Loxten
1883–188500Ernst von Saldern
1885–189200Bernhard Hartenstein
1892–190000Sommer
1900–190900Heinrich Dieckhoff
1909–191200Albert Dieckmann
1912–191800von Rzewuski

### Landkommissar
1940–999900Walter Schäfer (kommissarisch)

### Landräte
1940–194300Walter Schäfer

## Einwohnerentwicklung
| Einwohner       | 1871    | 1890    | 1900    | 1910    |
| --------------- | ------- | ------- | ------- | ------- |
| Kreis Mülhausen | 126.321 | 188.988 | 170.990 | 188.988 |

Gemeinden mit mehr als 3000 Einwohnern (Stand 1910):
| Brunstatt    | 3.594  |
| Dornach      | 10.447 |
| Hüningen     | 3.588  |
| Illzach      | 3.566  |
| Lutterbach   | 3.053  |
| Mülhausen    | 95.041 |
| Pfastatt     | 3.216  |
| Riedisheim   | 5.678  |
| Rixheim      | 3.595  |
| Sankt Ludwig | 5.417  |

## Gemeinden
Im Jahre 1910 umfasste der Kreis Mülhausen 75 Gemeinden:
| - Attenschweiler - Baldersheim - Banzenheim - Bartenheim - Battenheim - Blotzheim - Brinkheim - Brubach - Brunstatt - Burgfelden - Buschweiler - Didenheim - Dietweiler - Dornach - Eichwald - Eschenzweiler - Flachslanden - Galfingen - Geispitzen | - Großkems - Habsheim - Häsingen - Hegenheim - Heimsbrunn - Helfrantskirch - Homburg - Hüningen - Illzach - Kappeln - Kingersheim - Kleinlandau - Knöringen - Kötzingen - Landser - Leimen - Liebenzweiler - Lutterbach - Mülhausen | - Neudorf - Neuweiler - Niederhagenthal - Niedermagstatt - Niedermichelbach - Niedermorschweiler - Niederranspach - Niedersteinbrunn - Niffer - Oberhagenthal - Obermagstatt - Obermichelbach - Oberranspach - Obersteinbrunn - Ottmarsheim - Pfastatt - Rantsweiler - Reichweiler - Reiningen | - Riedisheim - Rixheim - Rosenau - Rülisheim - Sankt Ludwig - Sausheim - Schlierbach - Sierenz - Stetten - Uffheim - Volkensberg - Wahlbach - Waltenheim - Wenzweiler - Wittenheim - Zässingen - Zillisheim - Zimmersheim |